# TNA Knockouts World Tag Team Championship
Il TNA Knockout's World Tag Team Championship è un titolo di wrestling di proprietà della Total Nonstop Action Wrestling utilizzato nella divisione tag team femminile ed è detenuto da Ash by Elegance e Heather by Elegance, conosciute come Spitfire, dal 15 Marzo 2025.

## Cintura
La cintura originale fu mostrata per la prima volta il 20 settembre 2009, a No Surrender, prima della finale del torneo per l'assegnazione del titolo vinto da Sarita e Taylor Wilde. Il 27 giugno 2013 fu ritirato poiché non veniva difeso da oltre un anno. Il 16 gennaio 2021 fu reintrodotto e assegnato al termine di un torneo vinto da Kiera Hogan e Tasha Steelz.
Con la reintroduzione del titolo nel 2021 anche il design, così come il nome, è cambiato: il cinturino è di colore nero con tre placche dorate, due ai lati e una al centro; su quelle laterali vi è il logo "KO" disegnato all'interno di un cerchio rosso, mentre su quella centrale c'è il logo di Impact. Il design comprendeva un cinturino rosso con due piccole placche dorate ai lati e una grande placca dorata in posizione principale; al centro di ogni placca vi era una figura simile ad un globo d'oro, mentre sul bordo esterno delle stesse erano presenti gemme rosse che la circondavano per intero.

## Nomi
| Nome                                         | Anno                              |
| -------------------------------------------- | --------------------------------- |
| TNA Knockouts Tag Team Championship          | 27 agosto 2009 – 27 giugno 2013   |
| Impact Knockouts Tag Team Championship       | 16 gennaio 2021 – 28 ottobre 2021 |
| Impact Knockouts World Tag Team Championship | 28 ottobre 2021–13 gennaio 2024   |
| TNA Knockouts World Tag Team Championship    | 13 gennaio 2024                   |

## Albo d'oro
| #  | Campioni                                       | Regno    | Data              | Giorni | Località      | Evento          | Note |
| -- | ---------------------------------------------- | -------- | ----------------- | ------ | ------------- | --------------- | --- |
| 1  | Sarita e Taylor Wilde                          | 1°       | 20 settembre 2009 | 106    | Orlando       | No Surrender    | Hanno sconfitto Madison Rayne e Velvet Sky in finale                                                                      |
| 2  | Awesome Kong e Hamada                          | 1°       | 4 gennaio 2010    | 63     | Orlando       | Impact          | |
| —  | Vacante                                        | —        | 8 marzo 2010      | —      | Orlando       | Impact          | Reso vacante in seguito al licenziamento di Awesome Kong                                                                  |
| 3  | Lacey Von Erich, Madison Rayne e Velvet Sky    | 1°       | 8 marzo 2010      | 150    | Orlando       | Impact          | Titolo difeso sotto la Freebird Rule                                                                                      |
| 4  | Hamada e Taylor Wilde                          | 1°       | 5 agosto 2010     | 126    | Orlando       | Impact          | |
| —  | Vacante                                        | —        | 9 dicembre 2010   | —      | Orlando       | Impact          | Titolo reso vacante in seguito al licenziamento di Hamada                                                                 |
| 5  | Angelina Love e Winter                         | 1°       | 23 dicembre 2010  | 80     | Orlando       | Impact          | Hanno sconfitto Madison Rayne e Tara in finale                                                                            |
| 6  | Rosita e Sarita                                | 1°       | 13 marzo 2011     | 129    | Orlando       | Victory Road    | |
| 7  | Brooke Tessmacher e Tara                       | 1°       | 20 luglio 2011    | 106    | Macon         | Impact          | |
| 8  | Gail Kim e Madison Rayne                       | 1°       | 3 novembre 2011   | 126    | Orlando       | Impact          | |
| 9  | Eric Young e ODB                               | 1°       | 8 marzo 2012      | 476    | Orlando       | Impact          | |
| —  | Titolo dismesso                                | —        | 27 giugno 2013    | —      | Peoria        | Impact          | Titolo ritirato poiché non veniva difeso da oltre un anno                                                                 |
| 10 | Kiera Hogan e Tasha Steelz                     | 1°       | 16 gennaio 2021   | 99     | Nashville     | Hard To Kill    | Hanno sconfitto Havok e Nevaeh in finale                                                                                  |
| 11 | Jordynne Grace e Rachael Ellering              | 1°       | 25 aprile 2021    | 20     | Nashville     | Rebellion       | |
| 12 | Kiera Hogan e Tasha Steelz                     | 2°       | 15 maggio 2021    | 63     | Nashville     | Under Siege     | |
| 13 | Decay                                          | 1°       | 17 luglio 2021    | 98     | Nashville     | Slammiversary   | |
| 14 | The IInspiration                               | 1°       | 23 ottobre 2021   | 133    | Sunrise Manor | Bound for Glory | |
| 15 | Madison Rayne e Tenille Dashwood               | 1°       | 5 marzo 2022      | 106    | Louisville    | Sacrifice       | |
| 16 | Rosemary e Taya Valkyrie                       | 1°       | 19 giugno 2022    | 54     | Nashville     | Slammiversary   | |
| 17 | Chelsea Green e Deonna Purrazzo                | 1°       | 12 agosto 2022    | 56     | Cicero        | Emergence       | |
| 18 | Jessicka, Taya Valkyrie e Rosemary             | 1°       | 7 ottobre 2022    | 142    | Albany        | Bound for Glory | Il match fu vinto da Jessicka e Taya Valkyrie, con Rosemary riconosciuta come campionessa per effetto della Freebird Rule |
| 19 | Taylor Wilde e KiLynn King                     | 1°       | 26 febbraio 2023  | 139    | Sunrise Manor | Impact          | Episodio andato in onda il 16 marzo 2023                                                                                  |
| 20 | Killer Kelly e Masha Slamovich                 | 1°       | 15 luglio 2023    | 182    | Windsor       | Slammiversary   | |
| 21 | Decay                                          | 3        | 13 gennaio 2024   | 41     | Paradise      | Hard to Kill    | |
| 22 | Masha Slamovich e Killer Kelly                 | 2        | 23 febbraio 2024  | 14     | Westwego      | No Surrender    | |
| 23 | Spitfire (Dani Luna e Jody Threat)             | 1        | 8 marzo 2024      | 56     | Windsor       | Sacrifice       | |
| 24 | The Malisha (Alisha Edwards e Masha Slamovich) | 1 (1, 3) | 3 maggio 2024     | 133    | Albany        | Under Siege     | |
| 25 | Spitfire (Dani Luna e Jody Threat)             | 2        | 8 marzo 2024      | 182    | San Antonio   | Victory Road    | |
| 26 | Ash By Elegance e Heather By Elegance          | 1        | 14 marzo 2025     | 97     | Texas         | Sacrifice       | |